# São Domingos do Cariri
São Domingos do Cariri is een gemeente in de Braziliaanse deelstaat Paraíba. De gemeente telt 2.341 inwoners (schatting 2009).